# Kaze no Youni
Kaze no Youni (風のように?) è il primo singolo giapponese della sotto-unità del gruppo musicale sudcoreano T-ara, QBS, pubblicato nel 2013 dall'etichetta discografica Universal Music Japan.

## Descrizione
Nell'aprile 2013, la Core Contents Media formò la sotto-unità T-ara N4 con i membri Eunjung, Hyomin, Jiyeon e Areum. Subito dopo fu annunciata un'altra sotto-unità, dedicata al mercato giapponese, dal nome QBS, le iniziali dei rimanenti membri Qri, Boram e Soyeon.
Il singolo venne pubblicato il 26 giugno 2013, in un'edizione regolare e una limitata, che contiene incluso il DVD con il video musicale del brano. Assieme al disco, se acquistato nei negozi, venne regalato un poster a grandezza B2, mentre se acquistato online, una tra le quattro possibili foto. Per promuovere il singolo, le QBS tennero uno spettacolo dal vivo al Sunshine City Fountain Square di Ikebukuro, a Tokyo, il 10 giugno 2013 di fronte a 2000 fan.

## Tracce
1. Kaze no Youni (風のように) – 4:30 (Takanori Fukuta)
2. Kaze no Youni (風のように) (Inst.) – 4:30 (Takanori Fukuta)

Durata totale: 9:00

## Certificazioni
Giappone
(vendite: 11 948+)

## Formazione
- Boram – voce
- Qri – voce
- Soyeon – voce